# لورا شوارتز
لورا شوارتز (بالإنجليزية: Laura Schwartz)‏ هي صحفية أمريكية، ولدت في 19 أبريل 1973 في بليموث في الولايات المتحدة.